# Wózek (kolejnictwo)
Wózek – w kolejnictwie element podwozia pojazdu szynowego, w którym zamocowane są osie z kołami, mający możliwość ruchu obrotowego (głównie) względem opartego na nim nadwozia pojazdu.
W miarę zwiększania długości pojazdów szynowych pojawiły się problemy przy przechodzeniu ich przez łuki torów. Rozwiązaniem tego problemu było osadzenie nadwozia pojazdu na dwóch obrotowo z nim połączonych krótkich ramach, w których osadzone były osie dwóch zestawów kołowych.

## Budowa
Schemat budowy wózka na przykładzie wózka wagonu pasażerskiego typu КВЗ-ЦНИИ/Э produkcji Kalinińskich Zakładów Budowy Wagonów (ros. Калининский вагоностроительный завод):
| Budowa wózka wagonu pasażerskiego                                                                     | |  |
| | |  |
| - 1 – Klocek hamulcowy - 2 – Pierwszy stopień usprężynowania - 3 – Podparcia boczne - 4 – Czop skrętu | - 5 – Rama wózka - 6 – Maźnica - 7 – Drugi stopień usprężynowania - 8 – Tłumik drugiego stopnia usprężynowania |  |

## Charakterystyka
W Europie dominują wózki typu skrzynkowego, o konstrukcji przypominającej prostokątną ramę ze środkowym elementem poprzecznym, w którym umieszczony jest przegub skrętny; zaletą tego rodzaju wózków jest możliwość osadzenia hamulców klockowych po obu stronach koła i miejsce na umieszczenie dodatkowego osprzętu (sprężyn, amortyzatorów, hamulców itp.). Innym rodzajem wózków, stosowanych głównie w wagonach towarowych w kolejach poradzieckich i w USA, są tzw. diamondy o uproszczonej konstrukcji, gdzie występuje tylko jedna poprzeczna belka; zaletą tej konstrukcji jest niska cena, niewielka masa, prostota, łatwość produkcji, wadą – możliwość zabudowania jedynie jednego klocka hamulcowego na koło oraz możliwość zastosowania tylko jednostopniowego usprężynowania. W wyniku zastosowania hamulców tarczowych powstały różne konstrukcje łączące zalety obu tych rodzajów wózków.
W wózku zabudowane są elementy zapewniające usprężynowanie pojazdu szynowego. Dawniej najczęściej stosowane były sprężyny piórowe, obecnie sprężyny śrubowe z tendencją do zastępowania ich pneumatycznymi elementami sprężystymi. Obok sprężyn w wózkach zamocowane są tłumiki drgań i – w pojazdach dużej szybkości – tłumiki wężykowania. Znaczna część wózków wagonów pasażerskich ma zabudowane prądnice – duże prądnice prądu stałego zastępowane są znacznie mniejszymi alternatorami ze zblokowanym prostownikiem lub w ogóle likwidowane w pojazdach zasilanych ze źródeł zewnętrznych.
Wyróżnia się wózki toczne (nie posiadające napędu – wagonowe) i napędowe. Wózki napędowe w lokomotywach elektrycznych i spalinowych z przekładnią elektryczną mają zabudowane silniki (zwykle – 1 silnik na 1 oś). Istnieją (rzadkie) przykłady wózków napędowych bez silników, w których następuje jedynie zamiana ruchu obrotowego wału dostarczającego moc z silnika umieszczonego w pudle lokomotywy na ruch obrotowy kół za pomocą przekładni (rozwiązanie stosowane w spalinowozach z przekładnią mechaniczną). Istnieją też wózki, w których niektóre osie są napędowe, a niektóre toczne (np. lokomotywy spalinowe o układzie osi A1A'A1A' czy tramwaje o układzie osi A1'1A' (Norymberga, lata 20. XX w.)).
Najczęściej spotyka się wózki dwuosiowe, nieco rzadziej trzyosiowe (lokomotywy, wagony towarowe, bardzo rzadko – wagony pasażerskie, np. pomiędzy członami wagonu piętrowego typu Bhp), zupełnie zaś sporadycznie cztero- i więcejosiowe (niektóre konstrukcje lokomotyw w Stanach Zjednoczonych z lat 50., 60. XX w. np. o układzie osi 1'Bo'Do'+Do'Bo'1').
Specjalną konstrukcją są wózki Jakobsa, na których opierają się dwa sąsiednie człony pojazdu.

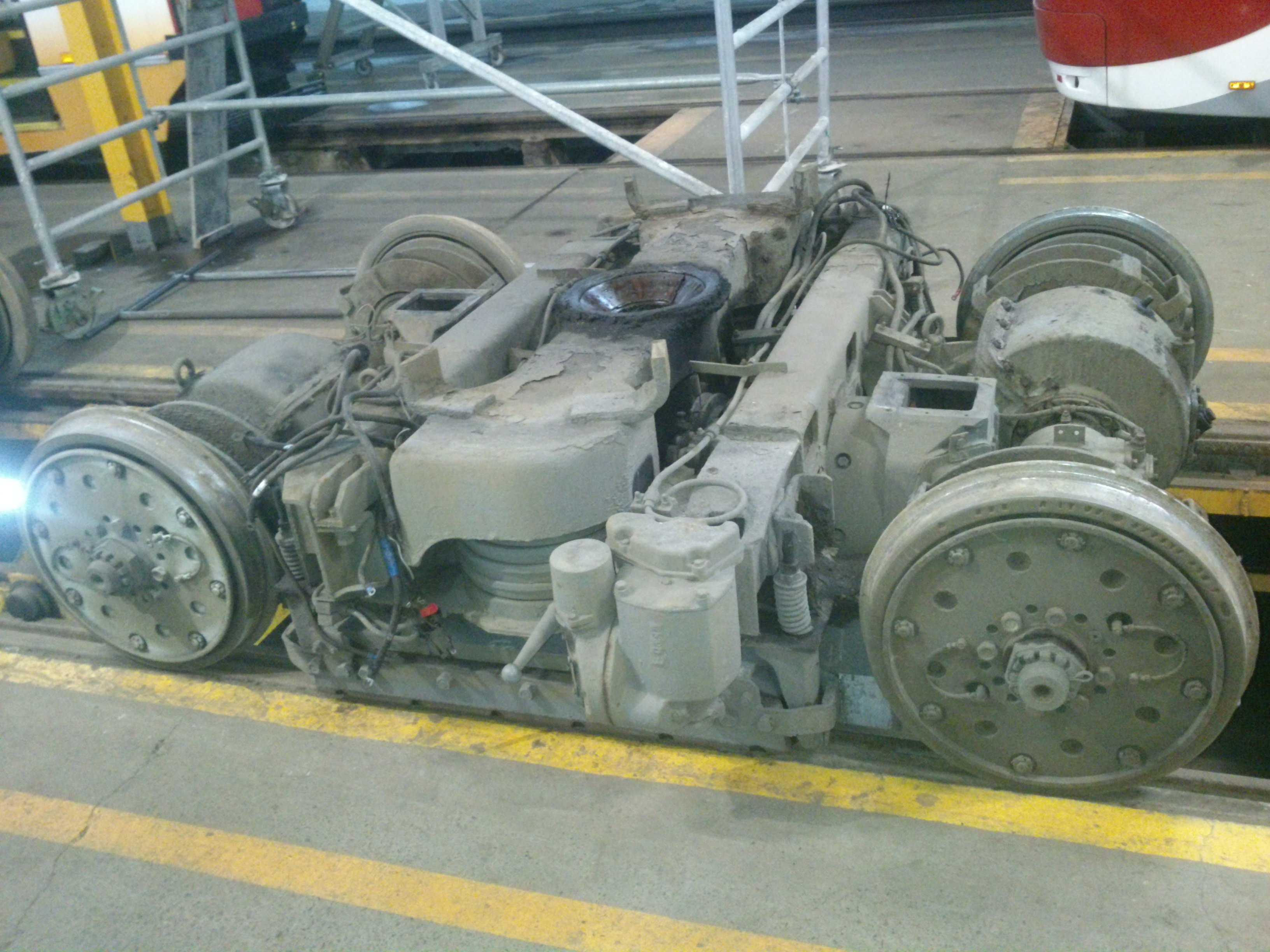
wózek tramwajowy z wozu tramwajowego Konstal 105Na. MPK Częstochowa

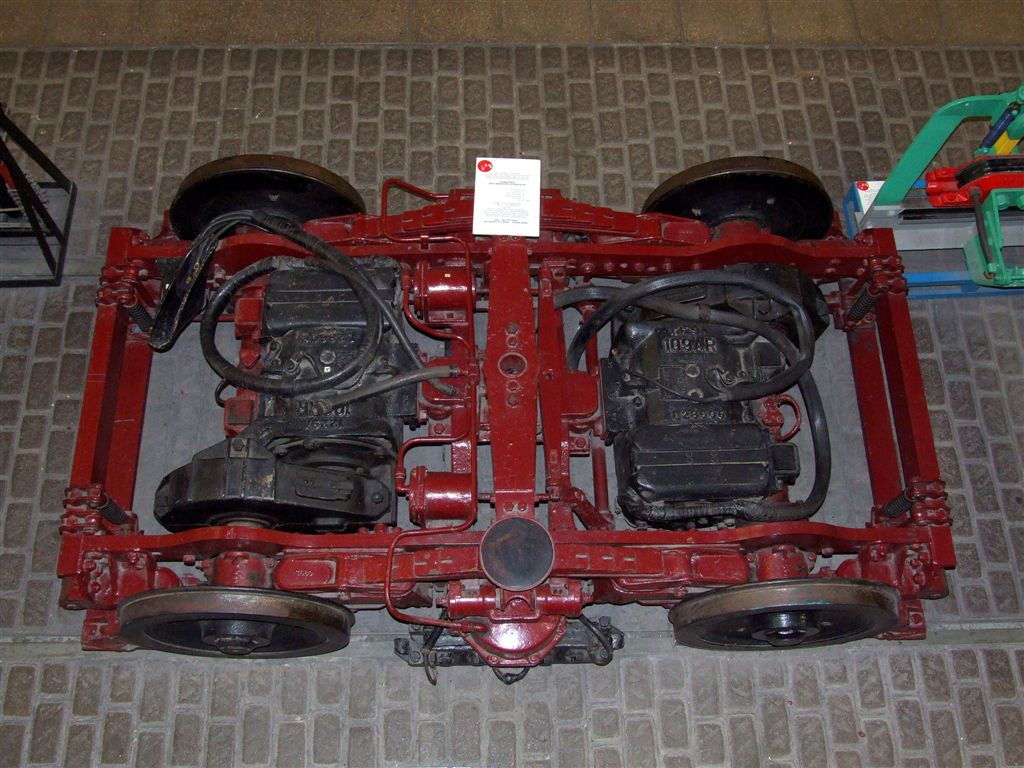
Wózek tramwajowy typu skrzynkowego
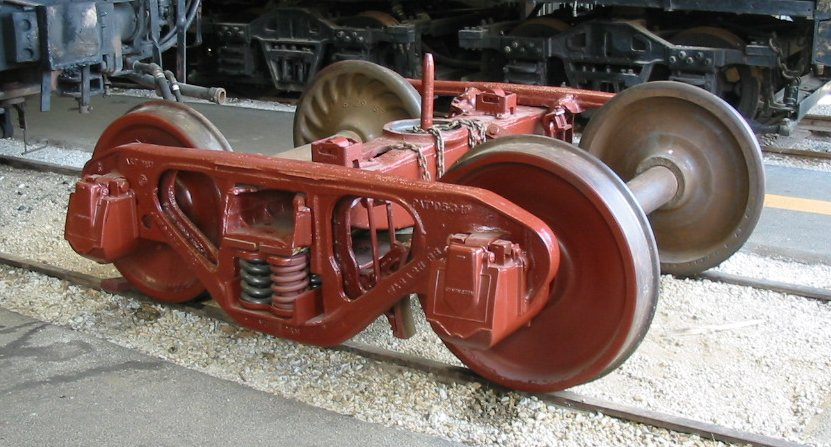
Wózek typu diamond (Muzeum Kolejnictwa w Union w Illinois w USA)
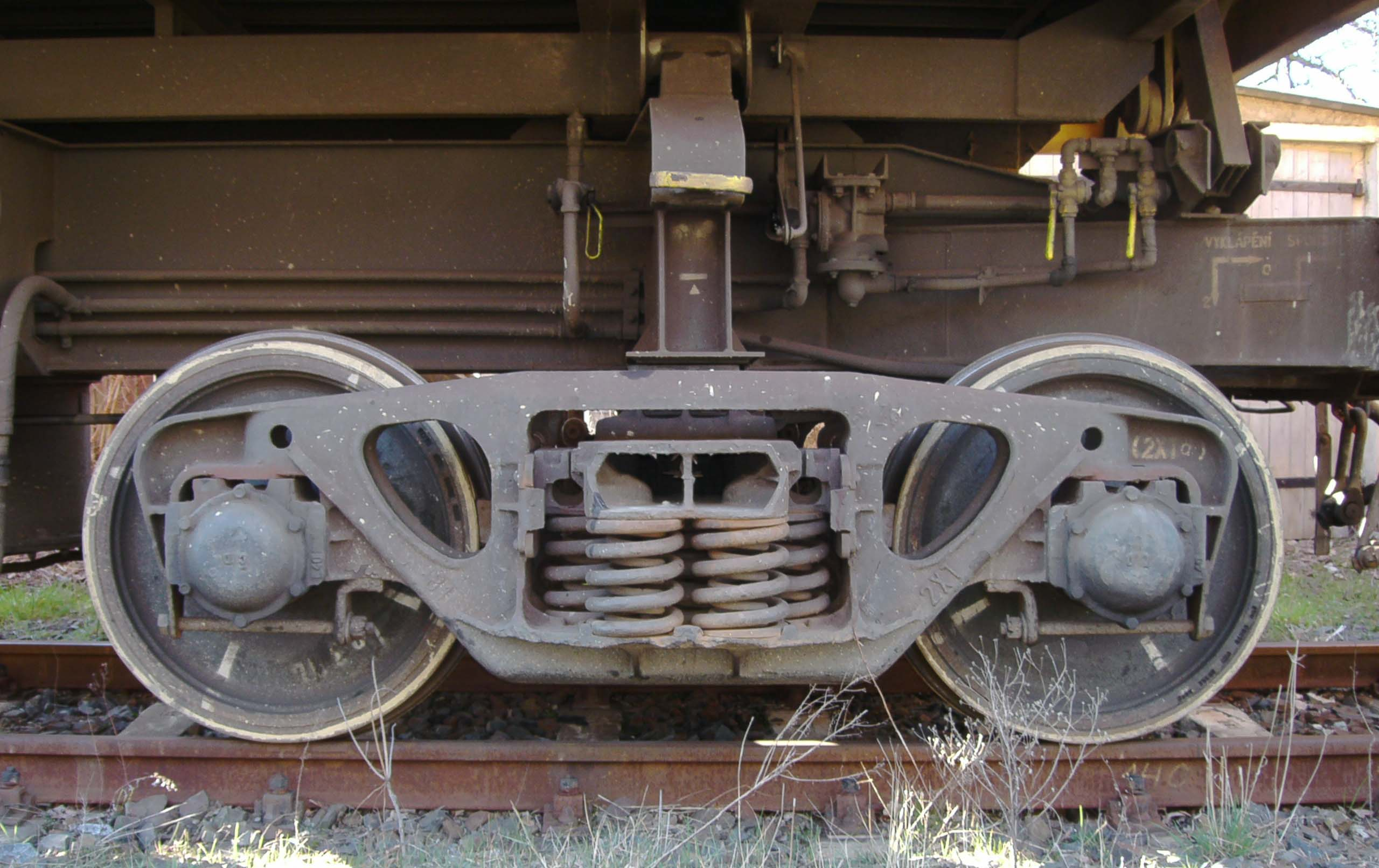
Współczesny diamond kolei europejskich
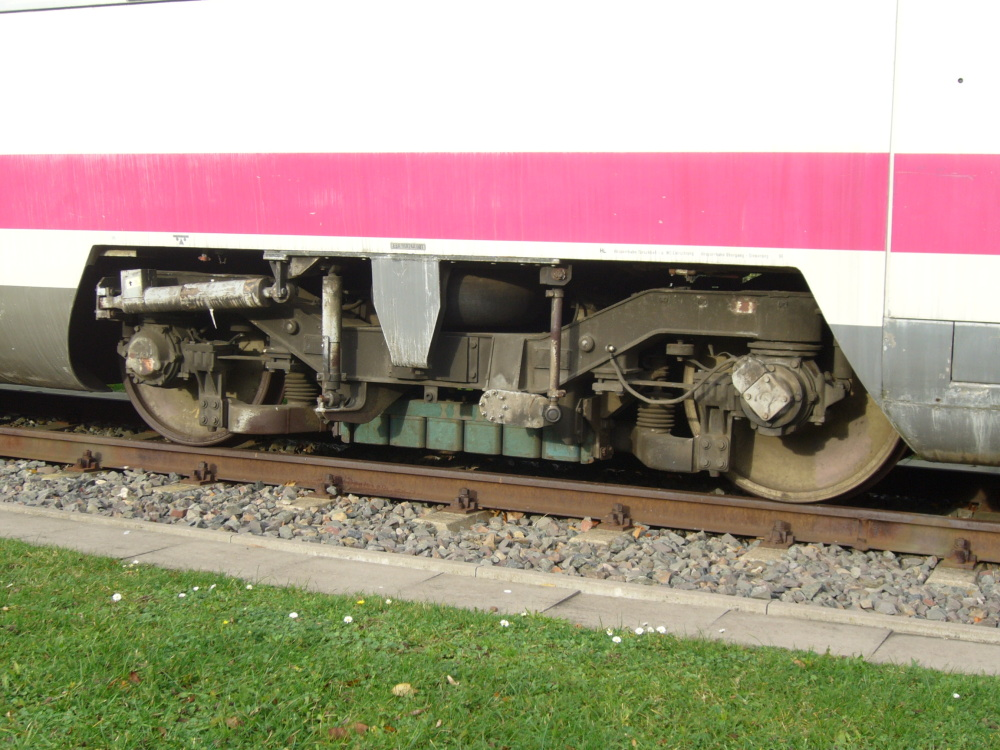
Wózek pociągu dużych prędkości; między kołami widoczny hamulec elektromagnetyczny
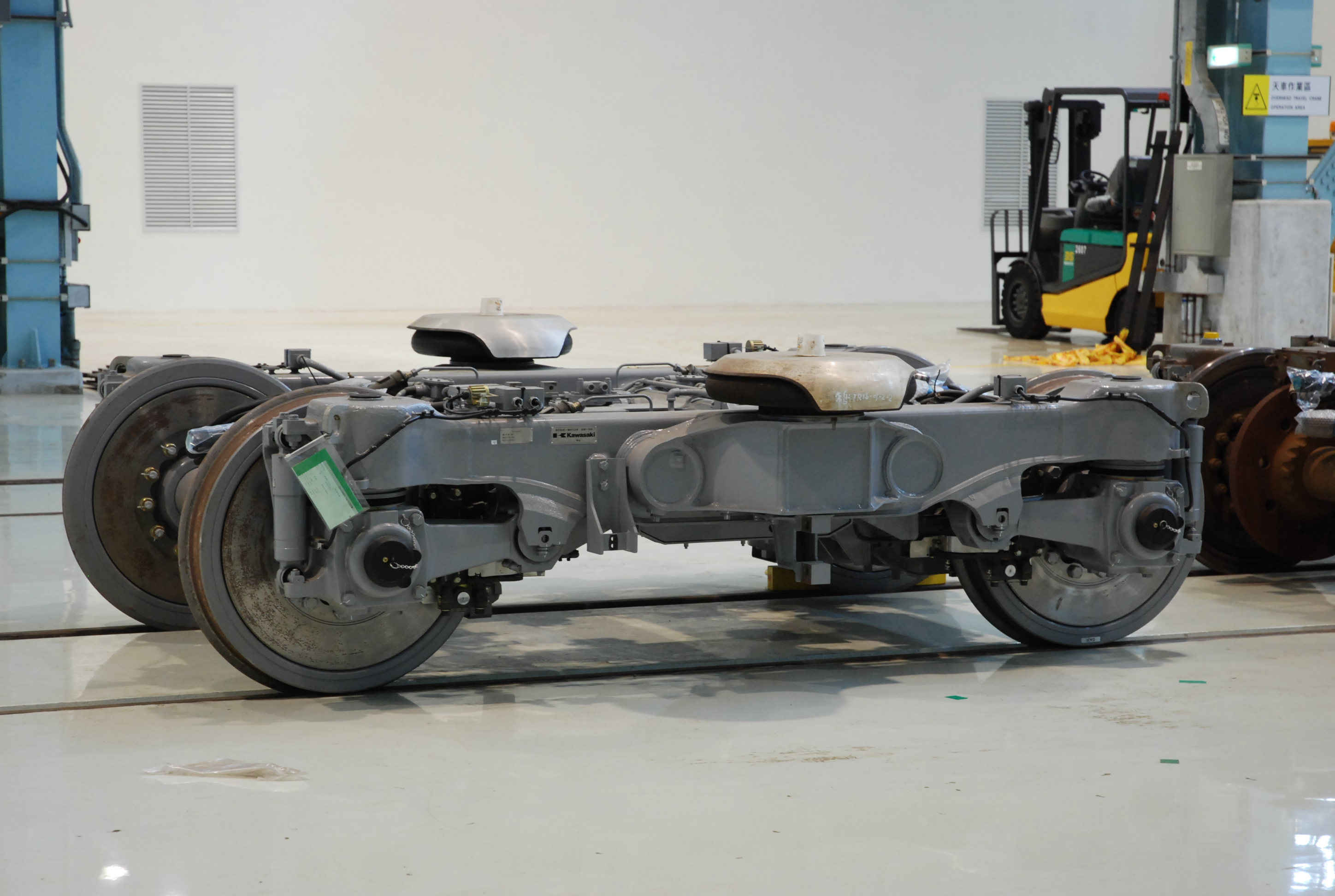
Nowoczesny wózek z widocznymi pneumatycznymi elementami amortyzującymi.
Schemat działania wózka Kraussa-Helmholtza 1 – rama lokomotywy, 2 – zestawy napędowe (pierwszy jest przesuwny), 3 – czop skrętu, 4 – dyszel

### Wózki stosowane w lokomotywach parowych
Wózki w parowozach są wyłącznie toczne i pojawiły się w miarę wzrostu rozmiarów parowozów i zwiększania liczby osi, gdy problemy z wpisywaniem się parowozów w łuki torów stawały się coraz bardziej dokuczliwe. Powstawały różne konstrukcje rozwiązujące ten problem. Pierwsze próby podjęto w 1851 roku, kiedy Bissel i Mason zbudowali dwuosiowy wózek przedni, który mógł obracać się dookoła osi czopa skrętu oraz przesuwać na boki. 
Zasada działania wszystkich wózków parowozowych jest podobna – jako pierwsze wpisują się w łuk toru i za pomocą różnego rodzaju dźwigni i sprężyn powodują naprowadzenie zestawów napędowych. Najlepsze walory mają wózki dwuosiowe, ale ze względu na dużą masę często są zastępowane jednoosiowymi (właściwie – oś toczna z pierwszą osią napędową tworzy rodzaj wózka dwuosiowego).
W 1857 Bissel skonstruował jednoosiowy wózek z osią toczną na dyszlu. Wózek ten różni się od późniejszego wózka Kraussa-Helmholtza tym, że dyszel nie przesuwa osi napędowej – kończy się czopem tuż przed nią; ponadto w czasie jazdy do przodu wózek jest ciągnięty za pomocą dwóch cięgieł, gdyż dyszel nie może być ściskany ze względu na słabą konstrukcję. W 1863 W. B. Adams zbudował jednoosiowy wózek toczny tzw. oś Adamsa. Powszechnie stosowaną konstrukcją stał się następnie jednoosiowy wózek Kraussa-Helmholtza, skonstruowany w 1888 roku, wymuszający także przesuw pierwszej osi wiązanej.